# Diner Dash: Flo on the Go
 Diner Dash: Flo On The Go è il terzo episodio ufficiale della popolare serie Diner Dash. È stato pubblicato da PlayFirst, come tutti gli altri giochi della serie. Il gioco è stato messo in commercio il 4 giugno del 2007.

## Trama
Inizialmente, Flo e la sua amica Darla (citate nei precedenti episodi di Diner Dash) partono per una vacanza. Tuttavia, durante la salita a bordo della nave, a Flo cade accidentalmente fuori bordo la valigia contenente vestiti. La coppia vuole mangiare nel ristorante a bordo, però un cameriere scivola, eliminando il suo vassoio. Flo dice che "assomiglia a lei" e spiega che lei possiede un ristorante insieme a Darla; dal momento che l'equipaggio è ridotto perché impegnato altrove, e forti della loro esperienza nel campo, Flo e Darla chiedono di lavorare a bordo della nave. In cambio, il gestore offre rimborso ai loro biglietti, oltre a pagare per i loro servizi. Utilizzando il prezzo di questa offerta, Flo acquista alcuni nuovi vestiti al negozio.